# 1936 w literaturze
Wydarzenia literackie w 1936 roku.

## Wydarzenia
- zagraniczne
  - w USA pojawia się na rynku Life, nowy magazyn prezentujący wiadomości z dziedzin humanistycznych.

## Nowe książki
- polskie
  - Jarosław Iwaszkiewicz – Młyn nad Utratą
  - Zofia Kossak-Szczucka
    - Bursztyny
    - Krzyżowcy
    - Puszkarz Orbano

  - Maria Kuncewiczowa – Cudzoziemka
  - Józef Łobodowski – Uzurpatorzy wolności (eseje)
  - Józef Mackiewicz – Między trzecią a siódmą
  - Kornel Makuszyński – Wyprawa pod psem
  - Jan Parandowski – Niebo w płomieniach
  - Teodor Parnicki – Aecjusz, ostatni Rzymianin
  - Melchior Wańkowicz – Na tropach Smętka
  - Józef Wittlin – Sól ziemi
  - Henryk Worcell – Zaklęte rewiry

- zagraniczne
  - Georges Bernanos – Pamiętnik wiejskiego proboszcza (Journal d'un curé de campagne)
  - Louis-Ferdinand Céline – Śmierć na kredyt (Mort à credit)
  - Agatha Christie
    - A.B.C. (The ABC Murders)
    - Karty na stół (Cards on the Table)
    - Morderstwo w Mezopotamii (Murder in Mesopotamia)

  - Elin Pelin – W cieniu klasztornej winnicy
  - Karel Čapek – Inwazja jaszczurów (Válka s mloky)
  - William Faulkner – Absalomie, Absalomie... (Absalom, Absalom!)
  - Maurice Gilliams – Eliasz albo walka ze słowikami (Elias of het gevecht met de nachtegalen)
  - Klaus Mann – Mefisto (Mephisto)
  - Margaret Mitchell – Przeminęło z wiatrem (Gone with the Wind)
  - Vladimir Nabokov – Rozpacz (Отчаяние)
  - George Orwell – Wiwat aspidistra (Keep the Aspidistra Flying)

## Nowe dramaty
- polskie
  - Jarosław Iwaszkiewicz – Lato w Nohant

## Nowe poezje
- polskie
  - Jan Brzękowski – Zaciśnięte dookoła ust
  - Kazimiera Iłłakowiczówna – Słowik litewski
  - Bolesław Leśmian – Napój cienisty
  - Józef Łobodowski – Demonom nocy
  - Czesław Miłosz – Trzy zimy
  - Leopold Staff – Barwa miodu
  - Julian Tuwim – Bal w Operze (pierwodruk w 1946)
  - Kazimierz Wierzyński – Wolność tragiczna

- wydane w Polsce wybory utworów poetów obcych
  - Poezje w przekładach – poezje Tarasa Szewczenki, przeł. Józef Łobodowski i Pawło Zajcew

- zagraniczne
  - Conrad Aiken – Czas w skale (Time in the Rock)
  - Federico García Lorca – Pierwsze pieśni (Primeras canciones)
  - František Halas – Na oścież (Dokořán)
  - Vítězslav Nezval – Žena v množném čísle
  - William Plomer – Visiting the Caves[1]

## Nowe prace naukowe
- zagraniczne
  - Edmund Husserl – Kryzys nauk europejskich i fenomenologia transcendentalna (Die Krisis der europäischen Wissenschaften und die transzendentale Phänomenologie)
  - John Maynard Keynes – Ogólna teoria zatrudnienia, procentu i pieniądza (General Theory of Employment, Interest and Money)
  - Jacques Maritain – Humanizm integralny (Humanisme intégral)
  - Heinrich Steinitz – Tilman Riemenschneider w niemieckiej wojnie chłopskiej (Tilman Riemenschneider im deutschen Bauernkrieg)

## Urodzili się
- 1 stycznia
  - Adam Augustyn, polski prozaik (zm. 2016)
  - Yōko Mitsui, japońska poetka (zm. 2014)
- 5 stycznia – Zdzisław Adamczyk, polski historyk literatury
- 9 stycznia – Anne Rivers Siddons(inne języki), amerykańska pisarka (zm. 2019)
- 10 stycznia
  - Stephen E. Ambrose, amerykański historyk, pisarz i biograf (zm. 2002)
  - Lech Jęczmyk, polski eseista, tłumacz, znawca literatury science fiction (zm. 2023)
- 18 stycznia – Wasyl Siomucha(inne języki), białoruski tłumacz (zm. 2019)
- 27 stycznia – Marek Halter, polsko-francuski powieściopisarz
- 28 stycznia – Ismail Kadare, albański pisarz  (zm. 2024)
- 30 stycznia – Czesław P. Dutka, polski literaturoznawca (zm. 2020)
- 3 lutego – Teresa Kostkiewiczowa, polska literaturoznawczyni
- 18 lutego – Jean Marie Auel, amerykańska pisarka pochodzenia fińskiego
- 19 lutego – Alina Kowalczykowa, polska historyczka literatury (zm. 2022)
- 22 lutego – Ádám Bodor, węgierski pisarz
- 25 lutego – Wiesław Dymny, polski poeta, prozaik, współtwórca Piwnicy pod Baranami (zm. 1978)
- 26 lutego – Adem Demaçi, kosowski pisarz i polityk (zm. 2018)
- 29 lutego – Yves Rouquette, francuski poeta i pisarz (zm. 2015)
- 1 marca – Andrzej Urbańczyk, polski żeglarz i pisarz
- 7 marca – Georges Perec, francuski eseista, pisarz i filmowiec (zm. 1982)
- 15 marca – Francisco Ibáñez, hiszpański rysownik komiksów (zm. 2023)
- 25 marca – Neelamperoor Madhusoodanan Nair, indyjski poeta i pisarz (zm. 2021)
- 28 marca – Mario Vargas Llosa, peruwiański pisarz, laureat Nagrody Nobla
- 3 kwietnia – Reginald Hill, angielski pisarz (zm. 2012)
- 9 kwietnia – Ghassan Kanafani, palestyński pisarz (zm. 1972)
- 12 kwietnia
  - Frankétienne, haitański pisarz, poeta, dramaturg, muzyk i malarz
  - Jacek Głuski, polski pisarz (zm. 2016)
- 23 kwietnia – Anatolij Najman, rosyjski poeta, tłumacz, eseista, prozaik (zm. 2022)
- 26 kwietnia
  - Kira Gałczyńska, polska dziennikarka i pisarka (zm. 2022)
  - Alejandra Pizarnik, argentyńska poetka, pisarka (zm. 1972)
- 27 kwietnia – John Burningham(inne języki), angielski autor i ilustrator książek dla dzieci (zm. 2019)
- 28 kwietnia
  - Wiktor Sosnora, rosyjski pisarz, poeta, dramaturg i tłumacz (zm. 2019)
  - Małgorzata Szejnert, polska pisarka i dziennikarka
- 2 maja – Krzysztof Boczkowski, polski poeta, tłumacz poezji angielskiej (zm. 2018)
- 8 maja – Kazuo Koike, japoński mangaka, poeta (zm. 2019)
- 12 maja – Manuel Alegre, portugalski pisarz i polityk
- 15 maja – Paul Zindel, amerykański dramaturg, scenarzysta i powieściopisarz (zm. 2003)
- 17 maja – Lars Gustafsson, szwedzki poeta, dramaturg, prozaik i eseista (zm. 2016)
- 23 maja – Ján Patarák(inne języki), słowacki pisarz (zm. 2019)
- 26 maja – Natalja Gorbaniewska, rosyjska poetka, tłumaczka literatury polskiej, dysydentka (zm. 2013)
- 27 maja – Ivo Brešan, chorwacki pisarz i dramaturg (zm. 2017)
- 3 czerwca – Larry McMurtry, amerykański powieściopisarz, eseista, księgarz (zm. 2021)
- 6 czerwca – Stephen Dixon(inne języki), amerykański pisarz (zm. 2019)
- 10 czerwca
  - Marion Chesney, brytyjska pisarka (zm. 2019)
  - Dionizy Sidorski, polski pisarz, reportażysta, redaktor
- 15 czerwca – Patricia Nell Warren(inne języki), amerykańska pisarka (zm. 2019)
- 23 czerwca – Richard Bach, amerykański pisarz, filozof i publicysta
- 25 czerwca – Rexhep Qosja, jugosłowiański i kosowski krytyk literacki, historyk literatury i pisarz
- 29 czerwca – Stanisław Srokowski, polski pisarz, poeta, prozaik, dramaturg, krytyk literacki, tłumacz
- 30 czerwca – Assia Djebar, pisarka algierska, tworząca w języku francuskim (zm. 2015)
- 4 lipca – Henryk Grynberg, polski prozaik, poeta, dramaturg, eseista
- 9 lipca – Janusz Jutrzenka Trzebiatowski, polski poeta i rzeźbiarz
- 11 lipca
  - Hana Doskočilová, czeska pisarka, prozaik, autorka literatury dla dzieci (zm. 2019)
  - Al Mahmud(inne języki), bangladeski pisarz i poeta (zm. 2019)
- 16 lipca – Carlos Manuel de Céspedes y García Menocal, kubański pisarz (zm. 2014)
- 20 lipca – Alistair MacLeod, kanadyjski pisarz (zm. 2014)
- 3 sierpnia – Gösta Ågren, fiński poeta i eseista szwedzkojęzyczny (zm. 2020)
- 8 sierpnia – Jan Pieńkowski, polsko-brytyjski ilustrator i autor książek i komiksów dla dzieci (zm. 2022)
- 22 sierpnia – Dobrica Erić(inne języki), serbski poeta i pisarz (zm. 2019)
- 24 sierpnia – A.S. Byatt, brytyjska pisarka postmodernistyczna i krytyk literacki (zm. 2023)
- 25 sierpnia – Carolyn G. Hart, amerykańska pisarka kryminałów
- 6 września – Anna Śliwicka, polska pisarka
- 9 września – Maksymilian Bart Kozłowski, polski pisarz (zm. 2020)
- 12 września – Guillermo Gómez Rivera, filipiński pisarz, poeta, historyk
- 15 września – Jurij Koch, łużycki pisarz
- 23 września – Edward Radzinski, rosyjski dramaturg
- 28 września – Teodor Laço, albański pisarz (zm. 2016)
- 1 października – Zofia Trojanowiczowa, polska filolog, badaczka romantyzmu (zm. 2015)
- 4 października – Cynthia McLeod, surinamska pisarka
- 5 października – Václav Havel, czeski pisarz i dramaturg (zm. 2011)
- 9 października – Agnieszka Osiecka, polska poetka (zm. 1997)
- 13 października – Christine Nöstlinger, austriacka pisarka, autorka książek dla dzieci (zm. 2018)
- 17 października
  - Mieczysław Czuma, polski dziennikarz, publicysta, poeta
  - Iwan Dracz, ukraiński poeta, tłumacz i polityk (zm. 2018)
- 4 listopada – C.K. Williams(inne języki), amerykański poeta, krytyk i tłumacz (zm. 2015)
- 8 listopada – Jane Aamund, duńska pisarka (zm. 2019)
- 10 listopada – Tadeusz Kijonka, polski poeta (zm. 2017)
- 13 listopada
  - Cesare Cavalleri, włoski dziennikarz i pisarz, krytyk literacki, wydawca (zm. 2022)
  - Dacia Maraini, włoska pisarka
- 15 listopada – Wolf Biermann, niemiecki poeta, pisarz, tłumacz, śpiewak
- 19 listopada – Wolfgang Jeschke, niemiecki pisarz science-fiction (zm. 2015)
- 20 listopada – Don DeLillo, amerykański pisarz postmodernistyczny
- 23 listopada
  - Robert Barnard, angielski pisarz i literaturoznawca (zm. 2013)
  - Mats Traat, estoński pisarz, scenarzysta, dramaturg i tłumacz (zm. 2022)
- 27 listopada – Gail Sheehy, amerykańska pisarka (zm. 2020)
- 4 grudnia – John Giorno(inne języki), amerykański poeta (zm. 2019)
- 5 grudnia
  - James Lee Burke, amerykański autor powieści kryminalnych
  - Remigiusz Napiórkowski, polski prozaik, reportażysta, dramatopisarz
  - Lewis Nkosi, południowoafrykański pisarz i eseista (zm. 2010)
- 6 grudnia
  - Peter Bürger, niemiecki literaturoznawca i krytyk literacki (zm. 2017)
  - Marian Pilot, polski pisarz, dziennikarz
- 10 grudnia – Stanisław Koszewski, polski poeta, fraszkopisarz, mecenas kultury
- 16 grudnia – Jerzy Wawrzak, polski poeta, prozaik oraz autor sztuk scenicznych (zm. 2023)

- Robert Assaraf, marokański pisarz i historyk żydowskiego pochodzenia

## Zmarli
- 5 stycznia – Ramón María del Valle-Inclán, hiszpański pisarz (ur. 1866)
- 17 stycznia – Mateiu Ion Caragiale, rumuński prozaik i poeta (ur. 1885)
- 18 stycznia – Rudyard Kipling, brytyjski pisarz, laureat Nagrody Nobla (ur. 1865)
- 8 lutego – Rahel Sanzara, niemiecka powieściopisarka i aktorka (ur. 1894)
- 1 marca – Michaił Kuzmin, rosyjski poeta, pisarz i kompozytor (ur. 1872)
- 29 marca – Eugène Marais, południowoafrykański pisarz, poeta i dziennikarz (ur. 1871)
- 30 kwietnia – Alfred Edward Housman, angielski filolog klasyczny i poeta (ur. 1859)
- 11 czerwca – Robert E. Howard, amerykański pisarz fantasy (ur. 1906)
- 12 czerwca
  - M.R. James, brytyjski naukowiec i pisarz, twórca opowieści niesamowitych (ur. 1862)
  - Karl Kraus, austriacki dramaturg, poeta, pisarz, aforysta, publicysta (ur. 1874)
- 14 czerwca – G.K. Chesterton, angielski pisarz (ur. 1874)
- 18 czerwca – Maksim Gorki, rosyjski pisarz (ur. 1868)
- 6 sierpnia – Ramón Acín, hiszpański nauczyciel, pisarz, artysta awangardowy (ur. 1888)
- 15 sierpnia – Grazia Deledda, włoska powieściopisarka i nowelistka, laureatka Nagrody Nobla (ur. 1871)
- 19 sierpnia – Federico García Lorca, hiszpański poeta (ur. 1898)
- 21 sierpnia – Eugène Dabit, francuski pisarz (ur. 1898)
- 23 sierpnia – Juliette Adam, francuska pisarka (ur. 1836)
- 26 września – Harriet Monroe, amerykańska poetka (ur. 1860)
- 9 października – Friedrich von Oppeln-Bronikowski, niemiecki pisarz i tłumacz (ur. 1873)
- 19 października – Lu Xun, chiński pisarz (ur. 1881)
- 3 listopada – Dezső Kosztolányi, węgierski pisarz, poeta, dziennikarz i tłumacz (ur. 1885)
- 12 listopada – Stefan Grabiński, polski pisarz grozy (ur. 1887)
- 10 grudnia – Luigi Pirandello, włoski dramaturg, powieściopisarz i nowelista, laureat Nagrody Nobla (ur. 1867)
- 22 grudnia – Nikołaj Ostrowski, radziecki pisarz (ur. 1904)
- 27 grudnia
  - Mehmet Âkif Ersoy, turecki poeta i polityk (ur. 1873)
  - Krystyna Roy, słowacka pisarka i poetka (ur. 1860)
- 31 grudnia – Miguel de Unamuno, hiszpański filozof, dramaturg, pisarz i poeta (ur. 1864)

## Nagrody
- Nagroda Nobla – Eugene O’Neill